# Gonianotus marginepunctatus
Espèce
Gonianotus marginepunctatus est une espèce d'insecte hémiptère de la famille des Lygaeidae.